# セントラルレジデンス天王寺シティタワー
セントラルレジデンス天王寺シティタワー (セントラルレジデンスてんのうじシティタワー) は大阪府大阪市天王寺区北河堀町にある超高層マンション。

## 沿革・概要

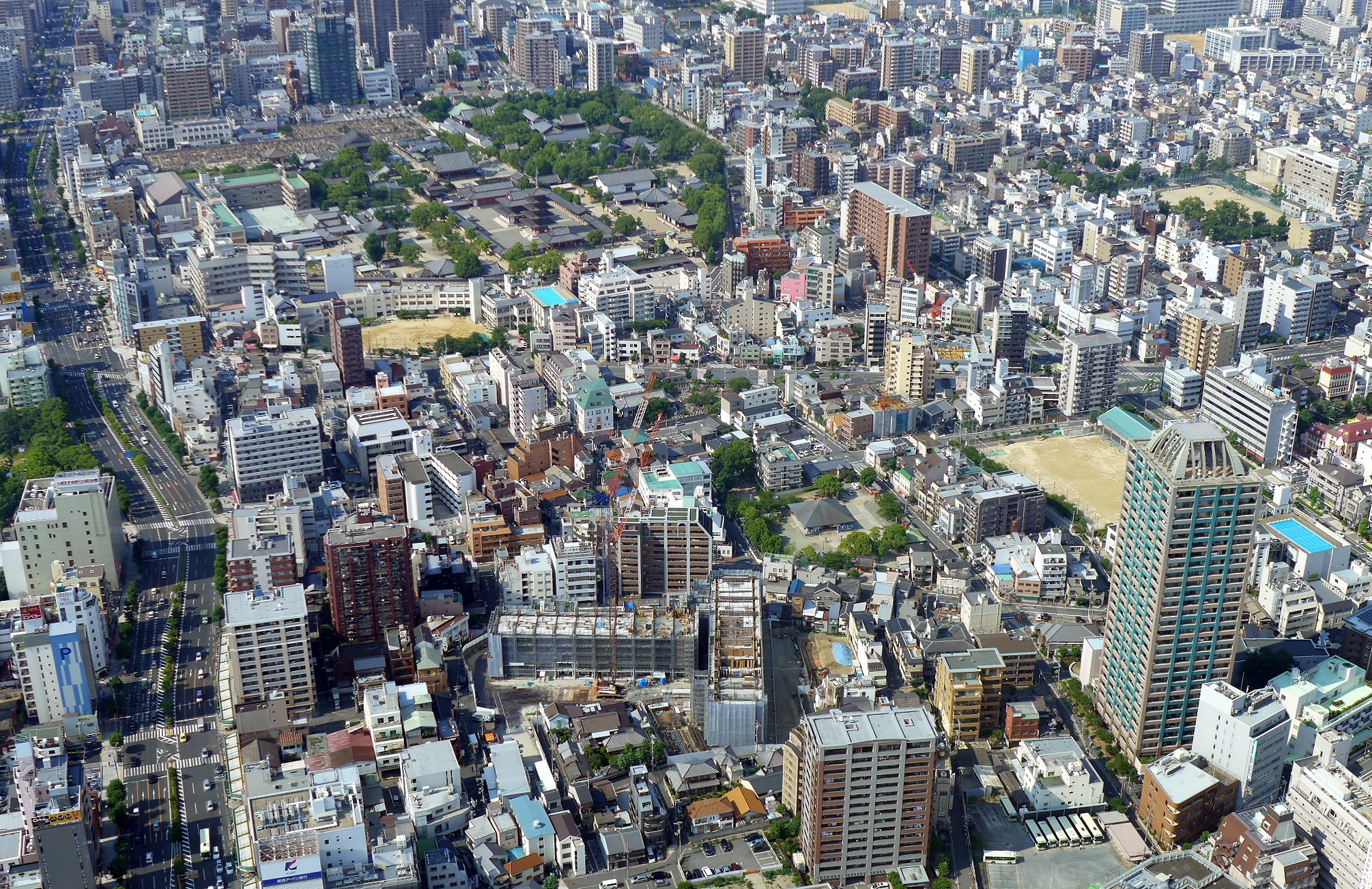
あべのハルカスから見下ろす天王寺区側。右下の緑を基調とする高層建築がセントラルレジデンス天王寺シティタワー

天王寺駅北口から玉造筋を北上して徒歩3分ほどにある。同駅の南側 (阿倍野区側) には阿倍野再開発事業に伴ってあべのハルカス、あべのnini、シティタワーグラン天王寺、あべのグラントゥール等の高層建築物が多いが、同駅北側 (天王寺区側) には高層建築が少なく、当ビルが目立つ存在となっている。
共用部にはキッズルーム、カルチャールーム・茶室、ライブラリー、ラウンジが設けられている。

## 建築概要
- 階数：地上29階地下1階
- 高さ：104.04 m
- 総戸数：154戸
- 施主：住友不動産
- 施工：奥村組[3]

## 近接施設
- 大阪市立天王寺中学校
- あべのハルカス
- あべのキューズモール、あべのキューズタウン、アベノセンタービル、あべのルシアス、あべのベルタ
- 天王寺公園、天王寺動物園